# Juiced
Juiced es un videojuego de carreras desarrollado por el estudio británico Juice Games para Microsoft Windows, PlayStation 2, Xbox, y teléfonos móviles. El juego fue retardado para lanzarse en 2004 porque su distribuidor original, Acclaim, estaba en bancarrota. Juice Games y Fund 4 Games conservó posesión de la propiedad y vendió el juego a THQ, que fundaron el proyecto para un más allá de seis meses de mejoramiento. En 2006, el distribuidor de software británico Focus Multimedia relanzó la versión de PC de Juiced en un nuevo precio de presupuesto como parte de su serie de juegos "Esenciales". El juego ofrece diferentes modes incluyendo carrera y arcade que presenta al jugador con desafíos de dificultad incrementada. El jugador puede personalizar el auto para ajustar su estilo y desbloquea uno nuevo en modo arcade. El juego tiene impulso de nitro, similar a eso de otros juegos de carreras. Juiced tuvo por número uno en el Reino Unido MCV cuadros de ventas y su primera versión vendió 2.5 millones de unidades.

## Jugabilidad

### Modos de carrera
Hay cuatro diferentes tipos de carrera:
- Circuito (carrera clásica hacia la línea de meta en una pista cerrada con un determinado número de vueltas)
- Punto a punto (carrera clásica hacia la línea de meta en una pista de punto A a punto B)
- Sprint (carrera de drag, carrera de velocidad en una línea directa (o principalmente) en el cual la transmisión automática es desactivada por el juego conque el jugador debe cambiar de velocidad a velocidad manualmente)
- Showoff (evento cronometrado en el cual el jugador debe hacer acrobacias en serie para ganar puntos; el juego incluye un haz de vídeos tutoriales para estos eventos, ofreciendo derecho antes de entrar al menú de selección de autos para el evento Showoff y también disponible en el Menú Principal > Extras)

No solo hay carreras en las cuales cada corredor es un rival, sino que también carreras de equipo comprendiendo dos corredores de un equipo (2 vs 2 vs 2, así como 2 vs 2), así como compuesto de tres miembros del mismo equipo (3 vs 3). En estas carreras, todos de los corredores de un mismo equipo debe cruzar la línea antes de cualquier otro equipo hace ganar la carrera.
En el modo Carrera, si el jugador logra un mínimo de 600 de respeto (explicado abajo) con un determinado equipo rival, pueden participar en carreras Pink Slip (Sprint, Punto a punto o carreras de Circuito en las cuales ambos corredores apuestan sus autos).
El modo Carrera Personalizada tiene un modo Solo también así el jugador puede correr cualquier circuito sin corredores, sin límite de tiempo y sin número de vueltas.

### Equipos Rivales
Hay ocho equipos en el juego. Si una apuesta es hecha para el primer tiempo con un equipo determinado, el contacto de teléfono de su líder quiere revelar en el teléfono móvil del jugador. Esto es crucial en el juego desde los equipos tienen una selección de tres desafíos sólo accesible mediante el teléfono móvil, los cuales son necesarios para completar el modo Carrera.
Cada equipo toma en cuenta un determinado logro o fallo del jugador en orden para incrementar o disminuir su respeto por ellos:
- Urban Maulerz (liderado por T.K.) considera las ganadas y perdidas del jugador en las carreras de Circuito y Punto a punto. El más lejos del rival más cerca en la carrera, el respeto más adquirido o perdido.
- A.W.B. (liderado por Biggi Mombassa) considera las ganadas y perdidas del jugador en las carreras de Sprint. El más lejos del rival más cerca en la carrera, el respeto más adquirido o perdido.
- Vixens (liderado por Sue Yen) considera el número de puntos logrados en los eventos Showoff por hacer acrobacias, de un determinado objetivo de puntuación. Los puntos más lleva el jugador, el respeto más es adquirido; si el número de puntos logrados no alcanzan el objetivo de puntuación, el respeto será perdido.
- The Wild Cats (liderado por Maria) considera las ganadas y perdidas del jugador en las carreras en equipo.
- Omega Tau (liderado por Jack Walker) considera el valor del auto más caro poseído por el jugador.
- Public Chaos (liderado por Melody) considera el valor total de la colección entera de autos poseídos por el jugador.
- The Lordz (liderado por Poppa Zee) considera las ganadas y perdidas de los mejores hechos en carrera; el riesgo el mejor conforme a la cantidad de dinero el jugador tiene, el respeto más adquirido o perdido.
- Legion (liderado por Carlos Carillos) considera las ganadas y perdidas en las carreras Pink Slip; el rival más duro, el respeto más adquirido o perdido.

Además, hay cuatro objetivos de respeto para todos los equipos que permitan al jugador hacer el seguimiento:
- De 100 de respeto, el jugador puede ser permitido a testigo de carreras que toman lugar en el territorio del equipo, así como apostar por un corredor en el.
- De 300 de respeto, el jugador puede ser permitido para correr en carreras que toman lugar en el territorio del equipo.
- De 600 de respeto, el jugador puede ser aceptado en carreras pink slip contra el líder del equipo.
- De 1000 de respeto, el jugador puede ser permitido para anfitrión sus propios eventos que toman lugar en el territorio del equipo.

### Juego completado 100%
Si todos de los ocho equipos tienen un respeto ganado de 1500 o más alto y los logros del jugador para completar todo de sus desafíos, el juego puede ser 100% completo, las partes prototipo pueden ser permanente desbloqueadas para todos los autos y una serie bonus puede ser descubierta y desbloqueada en el modo Arcade.

## Vehículos

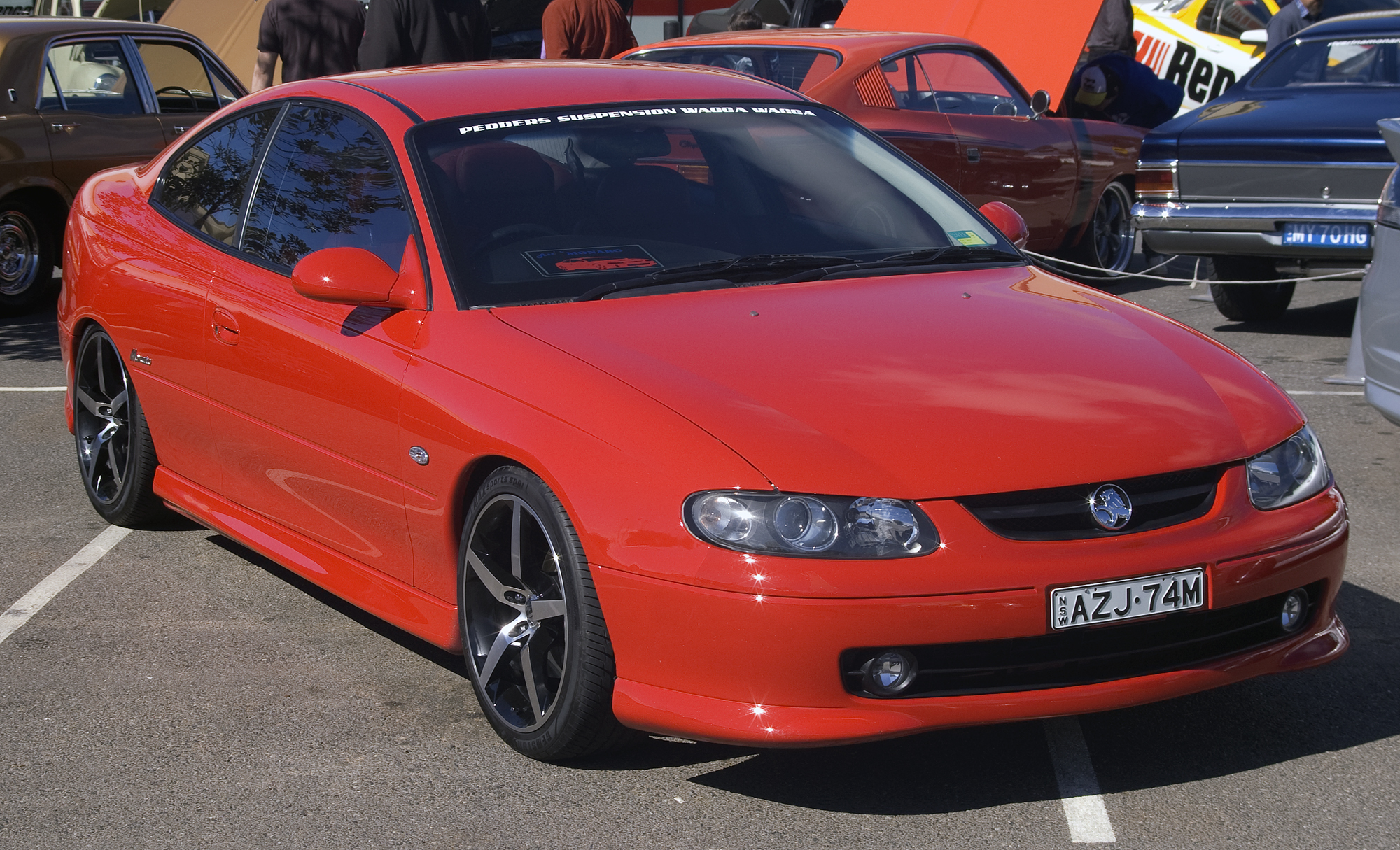
El Holden Monaro, uno de los vehículos más potentes en Juiced

Juiced contiene un total de 56 vehículos con licencia, que en su mayoría representan modelos de volumen. La atención se centra en autos de gama media, compactos y coupé. También se incluyen algunos muscle cars y sus sucesores.
Los vehículos que el jugador puede adquirir durante su carrera o desbloquear en el modo Arcade siempre se entregan en su versión en serie. El jugador no puede comprar vehículos modificados.
Al comienzo de la carrera, solo se pueden seleccionar tres vehículos, el Honda CRX, el VW Beetle y el Peugeot 206. A medida que avanza la carrera, se desbloquearán nuevos vehículos logrando victorias en la carrera.
En el modo arcade, el jugador comienza con cuatro vehículos. Los nuevos vehículos se desbloquean en este modo desbloqueando nuevas clases al dominar los eventos de carreras. Por lo general, se pueden desbloquear cinco vehículos por clase.
La siguiente tabla enumera todos los vehículos que se pueden jugar en Juiced:
| Lista de autos               |                           |                             |
| Acura Integra Type R         | Honda Civic Type-R        | Renault Clio                |
| Acura NSX                    | Honda Civic Si            | Subaru Impreza 22B STi      |
| Acura RSX Type-S             | Honda CRX                 | Subaru Impreza WRX STi 2002 |
| Chevrolet Camaro (1993)      | Honda NSX                 | Toyota Corolla              |
| Chevrolet Camaro Z28 (1972)  | Honda Prelude VT          | Toyota Celica SS-I          |
| Chevrolet Corvette C3        | Honda S2000               | Toyota Celica SS-II         |
| Chevrolet Corvette Z06       | Mazda MX-5                | Toyota MR-S                 |
| Dodge Viper GTS              | Mazda RX-7                | Toyota Supra MKIV           |
| Dodge Charger R/T (1969)     | Mazda RX-8                | Vauxhall Corsa Sri 1.8l 16v |
| Dodge SRT-4                  | Mitsubishi Eclipse D30    | VW Golf 4                   |
| Dodge Neon R/T               | Mitsubishi FTO            | VW Corrado VR6              |
| Fiat Punto 1.8HGT            | Mitsubishi Evo 8 GSR      | VW New Beetle               |
| Ford Mustang Fastback (1967) | Mitsubishi Lancer EVO 5/6 |                             |
| Ford Mustang (1999)          | Mitsubishi 3000GT         |                             |
| Ford Focus SVT               | Nissan 350Z               |                             |
| Ford Focus ZTS               | Nissan Skyline GT-R R34   |                             |
| Ford Falcon XR-8             | Peugeot 206 GTI 2003      |                             |
| Holden Monaro CV8            | Pontiac Firebird (1998)   |                             |

## Desarrollo
Juiced fue originalmente destinado a ser publicado por Acclaim Entertainment, y lanzado para la PlayStation 2, Xbox y PC en 2004. Además, el juego fue atrapado en la bancarrota de Acclaim y al final nunca fue lanzado por ellos. Revistas de juegos de todo el mundo escribieron reseñas en copias casi finalizadas del juego. Fue entonces tomado por THQ y publicado en 2005. Durante el desarrollo de Juiced, Acclaim archivó para Chapter 7 bancarrota antes de que Juiced fuera puesto para lanzarse a finales de 2004. Fue tomado por THQ y más retardado ya que Juice Games estaba dando más tiempo de desarrollo para refinar el juego.

## Secuelas
En 2006, Juiced: Eliminator fue lanzado para la PlayStation Portable y teléfonos móviles. Juiced 2: Hot Import Nights fue lanzado en 2007.